# علامرودشت (رود)

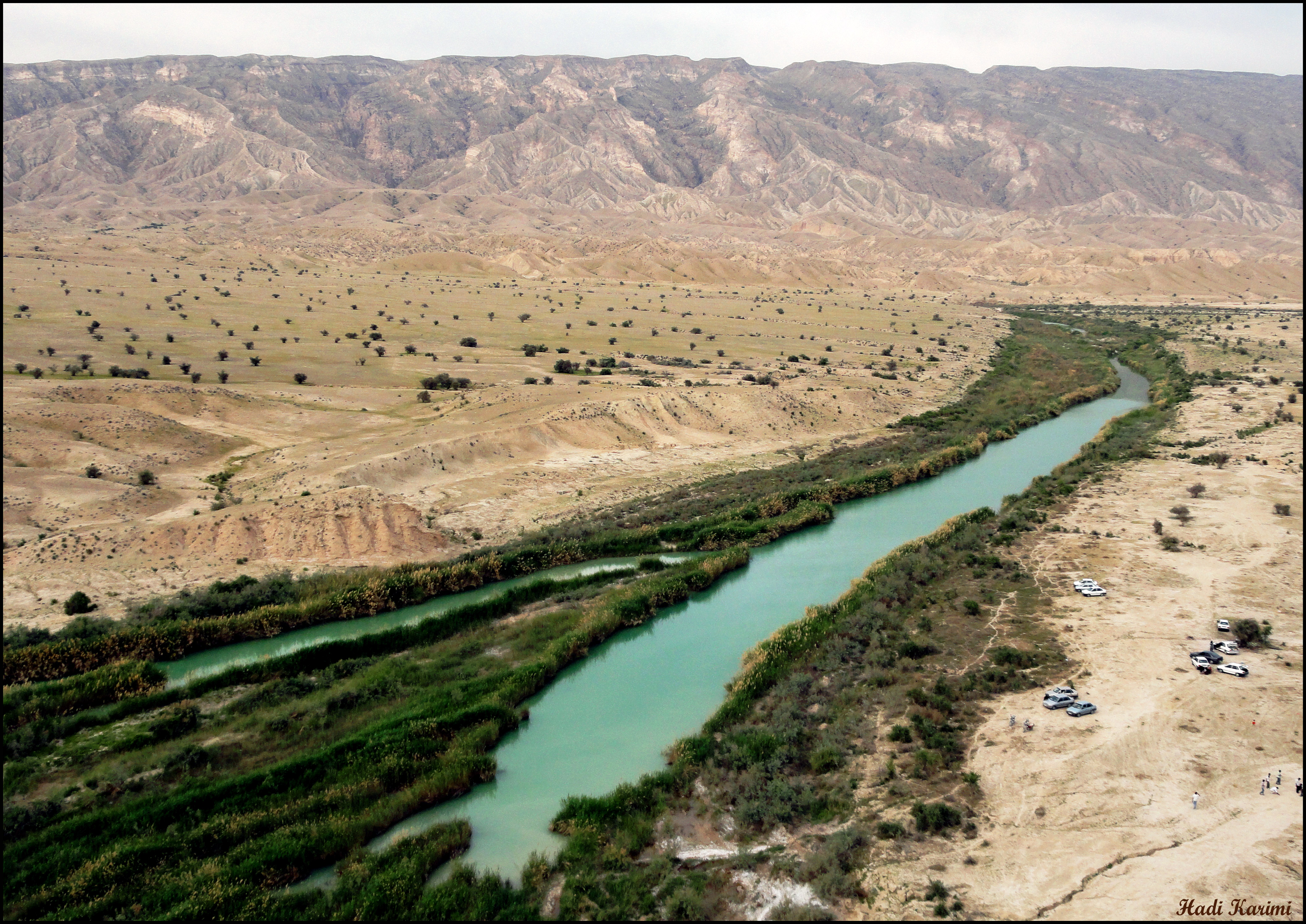
رود علامرودشت در انتهای شمال غربی دشت علامرودشت

رود علامرودشت یک رودخانه فصلی با مسیر کلی شمال غربی و جزئی از زیر حوضه مُند است که این زیر حوضه نیز بخشی از حوضه آبریز خلیج فارس و دریای عمان محسوب می‌شود. این رود به طول ۱۸۰ کیلومتر در شهرستان‌های لارستان، گراش، لامرد و مهر در جنوب استان فارس جریان دارد. شاخه اصلی این رودخانه از دهستان صحرای باغ در شهرستان لارستان سرچشمه گرفته و با عبور از دهستان فداغ وارد دشت علامرودشت می‌شود. شاخه دیگر این رودخانه از کوه گاوبست در ۸۰ کیلومتری جنوب غربی لار و نزدیکی در شهر بیرم سرچشمه می‌گیرد و با ورود به دشت علامرودشت در شمال روستای چاه‌کور به شاخه دیگر رودخانه علامرودشت می‌پیوندد.

## وجه تسمیه
در لغت‌نامه دهخدا به نقل از فارسنامه ناصری دربارهٔ این رود چنین آمده‌است: علامرودشت [عَ مَ رْوْ دَ] (اِخ) نام رودی است به فارس. آبش شور و ناگوار است و به کار زراعت نرود. از نزدیک قریهٔ چارطاق ناحیهٔ ینجهٔ احشام لارستان نشر آبی پیدا شده، کم‌کم زیاد گشته تا نزدیکی قصبهٔ علامرودشت رودخانهٔ علامرودشت شود. پس چون به قریهٔ دادالمیزان اسیر رسد آن را رودخانهٔ دادالمیزان گویند و در دزگاه به رودخانهٔ دزگاه بیامیزد.

## حوضه آبریز
حوضه آبریز این رود با وسعت حدود ۵۲۲۵ کیلومتر، در جنوب استان فارس و در فاصله ۴۰ کیلومتری خلیج فارس واقع شده‌است. این محدوده در درون کوه‌های زاگرس و منطقه فارس ساحلی واقع شده که ارتفاع کوه‌های اطراف حوضه در حدود ۱۰۰۰ تا ۱۸۰۰ متر و ارتفاع متوسط حوضه حدود ۵۰۰ متر بالاتر از سطح دریا است. این حوضه به طول تقریبی ۲۳۰ کیلومتر و عرض متوسط ۲۲ کیلومتر از منطقه هرمود (شرقی‌ترین قسمت حوضه واقع در شهرستان لارستان) شروع و تا منطقه دولت‌آباد و دژگاه (محل اتصال به رودخانه مُند واقع در شهرستان فراشبند) کشیده شده و شاخه اصلی رود علامرودشت نیز در همین مسیر و در امتداد جنوب شرقی به شمال غربی، در خاک‌های سولفاته، کلروره و شور جریان دارد.
این رودخانه در سرشاخه‌های اولیه به نام‌های «رودخانه بیرمی»، «رودخانه فداغ» و «رودخانه خلیلی» نیز نامیده می‌شود و با ورود به دشت علامرودشت به نام رودخانه علامرودشت تغییر نام می‌دهد. این رودخانه در مرکز دشت علامرودشت در راستای جنوب شرقی به شمال غربی تا انتهای دشت ادامه یافته و با عبور از خط‌القعر دشت علامرودشت، از جنوب روستای بَلبَلی و دره میان کوه‌های هوا و نر وارد دشت دارالمیزان شده و در آنجا رودخانه چَک را دریافت می‌کند. با رسیدن به روستای دارالمیزان به رودخانه دارالمیزان تغییر نام داده و در نهایت در آخرین نقطه منطقه دارالمیزان با زاویه‌ای حدود ۹۰ درجه محور تاقدیس پازنان را قطع نموده و رو به سمت شمال از طریق تنگه باریک و کوهستانی سمنگان و دره خاوری کوه سُرخان وارد حوضه شهرستان فراشبند شده و در روستای دژگاه با رودهای کورده و قره آغاج مخلوط می‌شود و رود دژگاه را پدید می‌آورد. این رود در دامنه جنوبی ماده‌کوه با رود شور دهرم مخلوط می‌شود و با نام رودخانه مُند وارد ناحیه شُنبه در شهرستان دشتی می‌شود. رود مُند دراین ناحیه به سوی شمال غربی روان می‌گردد و با رودخانه باغان در هم می‌آمیزد. رود مند پس از عبور از ناحیه شُنبه، وارد منطقه کاکی می‌گردد و دراین منطقه با رود شور خورموج و رود دشت پلنگ (که از ناحیه دشتی بوشهر می‌آید) مخلوط شده و وارد منطقه بردخون می‌گردد و سرانجام در ۵۶ کیلومتری جنوب غربی خورموج در محلی به نام زیارت به خلیج فارس می‌ریزد.